# Flughafen Leipzig/Halle
Flughafen Leipzig/Halle, også benævnt Leipzig/Halle Airport (IATA: LEJ, ICAO: EDDP), er en international lufthavn ved byen Schkeuditz, Landkreis Nordsachsen, 16 km nord-vest for Leipzig, 22 km syd-øst for Halle, i delstaten Sachsen, Tyskland. I 2008 ekspederede den 2.462.256 mio. passagerer og 442.406 tons luftfragt.